# 元素分析

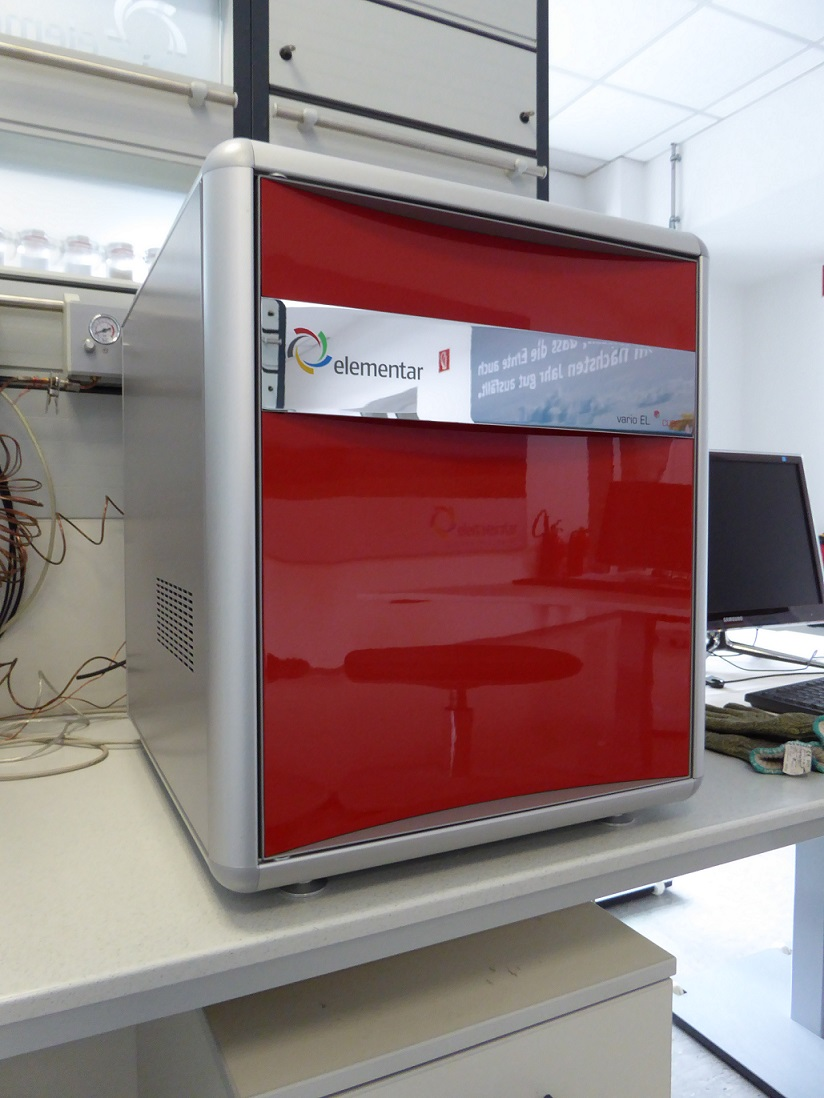
现代同步CHNS燃烧分析仪

元素分析（英語：Elemental analysis,缩写：EA）是一种或一系列确定样品元素组成的化学步骤，是分析化学研究中常用的方法。元素分析可以仅为定性分析，也可以是定量分析。元素分析中最常见的方法是燃烧法，即充分燃烧样品使其中元素转化为与其相对应的氧化物后，定性或定量测定样品中的元素组成，在有机化学中尤其常用。
对于有机化学家，元素分析几乎总是指CHNX分析 - 样品的碳(C)，氢(H)，氮(N)，和杂原子（X）（卤素，硫）的质量成分的测定。 该信息对于帮助确定未知化合物的结构及确定合成化合物的结构和纯度非常重要。在今天，有机化学光谱技术（如核磁共振(NMR)，1H和13C）中，质谱法和色谱法已经取代元素分析作为结构测定的主要技术，尽管元素分析仍然會提供非常有用的补充信息。元素分析也是确定样品纯度的最快速最便宜的方法。
安托万·拉瓦锡(Antoine Lavoisier)被认为是元素分析的发明者，在当时元素分析是基于在选择性吸附燃烧气体之前和之后的比吸附剂材料的重量测定。今天，基于燃烧气体热导率或红外光谱学检测的全自动系统或其他光谱方法被使用。
其它方法有质谱法、重量分析法、电磁波谱法、中子活化分析法等。元素分析在制药工程、采矿工程等领域有广泛的应用。